# Words of Love
È stata scritta da Buddy Holly. Del brano musicale sono state realizzate diverse covers, fra cui quella dei Beatles. 
I diritti di Words of Love sono di Paul McCartney, che ha acquistato l'intero catalogo di Holly.
Il brano fu pubblicato nel singolo Words of Love/Mailman, Bring Me No More Blues.

## Versione di Buddy Holly

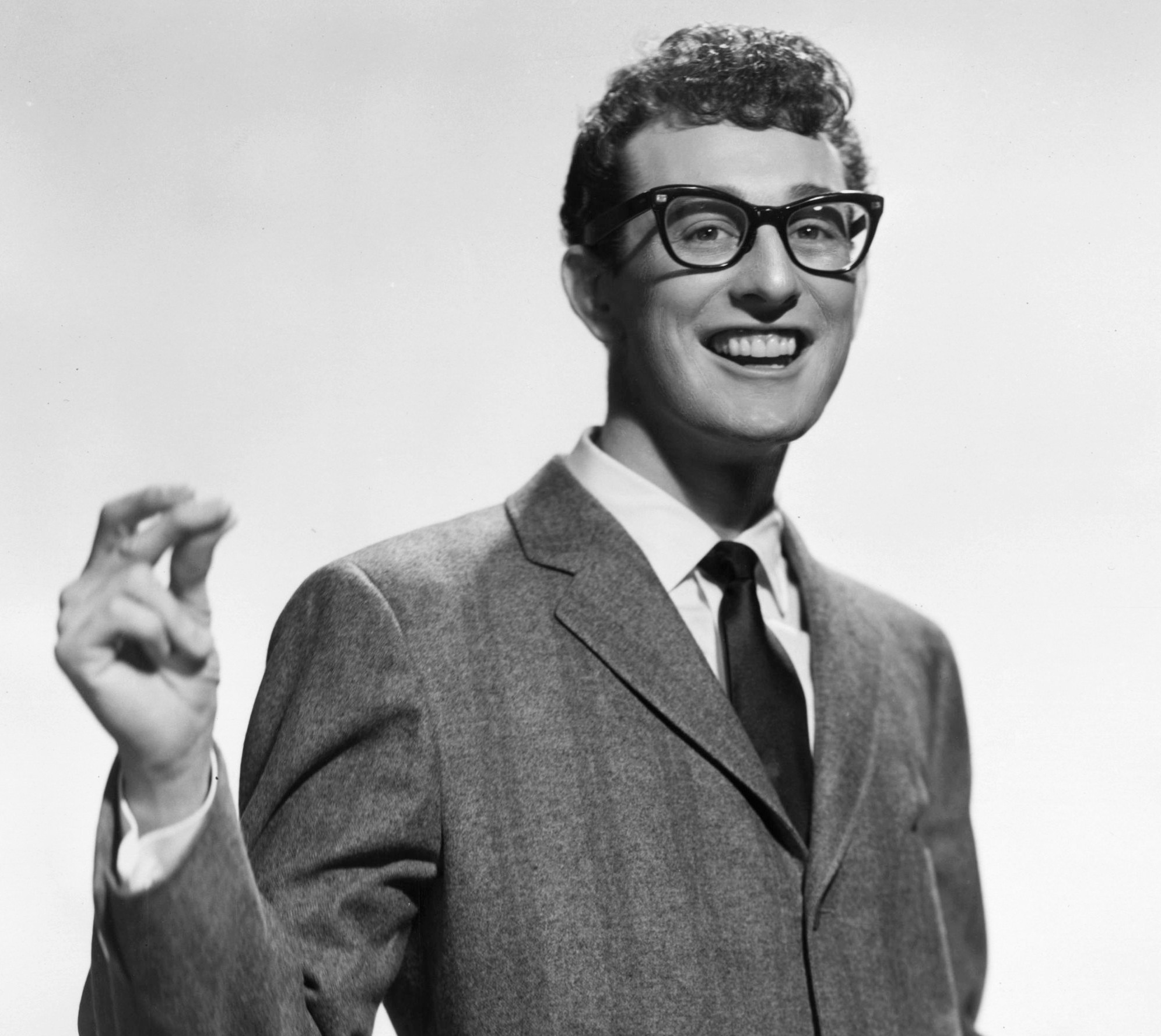
Buddy Holly, autore di Words of Love

Buddy Holly registrò il brano l'8 aprile 1957; egli stesso interpretò entrambe le voci del brano, sovraincidendo due volte la sua. La canzone non ebbe immediatamente un grande successo, ma in seguito è stato rivalutato, ed è stato incluso frequentemente in raccolte dell'artista; una di esse è stata intitolata proprio Words of Love, ed è arrivata alla prima posizione nel Regno Unito, ed ha ricevuto anche un disco d'oro.

## Versione dei Beatles
La versione dei Beatles è stata pubblicata in Europa sull'album Beatles for Sale e negli USA nell'album Beatles VI. Il brano faceva parte del repertorio della band dal 1958 al 1962: i Beatles infatti la eseguirono, con Lennon e Harrison alle voci. Nello studio, ufficialmente il ruolo di Harrison venne preso da McCartney. Spesso i Beatles si scambiavano i ruoli delle esecuzioni vocali dal palcoscenico allo studio di registrazione (ciò che ad esempio è successo a Roll Over Beethoven, nei live un pezzo cantato da Lennon, ma su With The Beatles da George), ma solitamente era George a cantare l'armonia di voce più bassa se John aveva quella alta, per cui spesso si è pensato che l'attribuzione a McCartney sia dovuta ad un refuso. Anche il timbro della voce è stato considerato più simile a quella di George che di Paul. Inoltre, Ringo Starr, oltre alla batteria, è anche sulle percussioni su un manico di una chitarra, tributo a ciò che Jerry Allison fece su Everyday. In Inghilterra la canzone è apparsa anche sull'EP Beatles for Sale No. 2. Una registrazione è stata pubblicata sull'album On Air - Live at the BBC Volume 2, ed anche su un EP usato per promuovere il disco; questa versione è stata registrata il 16 luglio 1963, e trasmessa per la prima volta il 20 agosto dello stesso anno. In questo caso, l'attribuzione delle voci a John e Paul non ha posto dubbi. Paul McCartney ha registrato nel Listen to Me: Buddy Holly una versione con la sola chitarra acustica del brano per il documentario The Real Buddy Holly Story.
Words of Love era fra le tante canzoni di Buddy Holly che venivano eseguite dai Beatles: oltre che al lato B Mailman, Bring Me No More Blues, la band interpretava anche That I'll Be The Day (di questo brano i Beatles registrarono un acetato nel 1958, che poi è stato incluso nell'Anthology 1), Peggy Sue, Everyday, It's So Easy, Maybe Baby, Think It Over, Raining in My Heart e Crying, Waiting, Hoping.

### Formazione

#### Ufficialmente sugli album
- John Lennon: voce, chitarra ritmica
- Paul McCartney: voce, basso elettrico
- George Harrison: chitarra solista
- Ringo Starr: batteria, percussioni[5]

### Neilivesal Cavern Club
- John Lennon: voce, chitarra ritmica
- George Harrison: voce, chitarra solista
- Paul McCartney: basso elettrico
- Ringo Starr: batteria[5]

Questa formazione è anche quella ipotizzata per gli albums.

### Versione di Paul McCartney solista
- Paul McCartney: voce, chitarra acustica

## Versione dei Diamonds
I Diamonds ne registrarono una cover il 20 giugno 1957, che venne pubblicata dalla Mercury Records come singolo. I crediti compositivi vennero dati a "Buddy Holley" (suo vero cognome). Il 27 giugno la eseguirono in un live allo show Circus Time della Abc Television. Venne inclusa nella raccolta Pop Hits.

## Altre covers
- Jimmy Gilmer and The Fireballs sull'album Buddy's Buddy del 1964
- Gli Shoes su Everyday Is A Holly-Day del 1989
- Mike Berry sull'album Buddy - A Life in Music del 1999
- The Pete Best Band nel 1999
- Jessica Lea Mayfield per l'album Sweetheart: Our Favorite Artist Sing Their Favorite Love Songs
- Pat DiNizio sull'album Pat DiNizio/Buddy Holly del 2009
- Jeremy Jap ha registrato una cover del brano nel 2009
- Patti Smith nell'album Rave on Buddy Holly del 2011
- Jeff Lynne sull'album Listen to Me: Buddy Holly del settembre 2011[11]

## La versione dei Beatles
I Beatles registrarono il brano durante le Get Back Sessions il 29 gennaio 1969 negli Apple Studios; il brano era stato eseguito varie volte nei concerti dal 1962. Una versione è stata pubblicata sull'Anthology 3. Il nastro venne prodotto da George Martin; il fonico era Glynis Johns. La cover è più veloce rispetto all'originale di Holly.

### Formazione
- John Lennon: voce, chitarra elettrica
- Paul McCartney: voce, basso elettrico
- George Harrison: chitarra elettrica
- Ringo Starr: batteria[12]